# Asterix & Obelix och britterna
Asterix och Obelix och britterna är den fjärde spelfilmen om Asterix och Obelix, regisserad av Laurent Tirard. Filmen är inspelad i 3D och hade världspremiär i september 2012.
Uppföljaren, Asterix & Obelix: I drakens rike, hade premiär i Sverige den 10 februari 2023.

## Handling
Julius Caesar landstiger i Britannien, där en liten by fortfarande håller stånd mot de romerska legionerna. Situationen blir dock allt värre för byborna, vilket föranleder en av byborna att åka till Frankrike för att leta upp sin kusin Asterix och be om hjälp. 

## Rollista
- Édouard Baer — Asterix
- Gérard Depardieu — Obelix
- Fabrice Luchini — Julius Caesar
- Catherine Deneuve — Englands drottning
- Gérard Jugnot — Barbe-Rouge
- Jean Rochefort — Lucius Fouinus
- Valérie Lemercier — husmor
- Guillaume Gallienne — Jolitorax
- Charlotte Le Bon — Ophelia, Jolitorax fästmö
- Vincent Lacoste — Goudurix
- Dany Boon — Tetedepiaf
- Bouli Lanners — Olaf Grossebaf

### Svenska röster
- Fredrik Hiller — Asterix
- Allan Svensson — Obelix
- Måns Nathanaelson — Fixfax
- Gunnar Ernblad — Julius Caesar
- Freddy Åsblom — Goudurix
- Marie Richardson — Miss Macintosh
- Marie Serneholt — Ofelia
- Suzanne Reuter — Drottning Cordelia
- Johan Wahlström — Olaf Stordåde
- Ole Ornered — Enkelfink
- Stephan Karlsén — Majestix
- Övriga medverkande: Dominique Pålsson Wiklund, Andreas Rothlin Svensson, Steve Kratz, Charlotte Ardai Jennefors, Anton Körberg, Viktor Åkerblom, Andreas Nilsson, Leo Hallerstam, Stig Engström, Daniel Sjöberg, Bjarne Heuser
- Produktionsledare — Maria Hellström
- Röstregi — Maria Rydberg
- Mixning — Mads Eggert
- Översättare — Oscar Harryson
- Inspelningstekniker — Nils Manzuoli, Johan Lejdemyr
- Svensk version producerades av SDI Media Scandinavia[9]